# Fissidens arcticus
Fissidens arcticus là một loài Rêu trong họ Fissidentaceae. Loài này được Bryhn mô tả khoa học đầu tiên năm 1907.